# Padma Bhushan

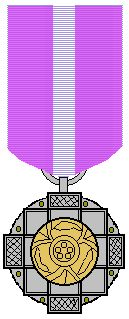
Padma Bhushan

Padma Bhushan-priset är en indisk civil utmärkelse, instiftad den 2 januari 1954 av Indiens president. Priset är det tredje finaste i den indiska hierarkin över civila utmärkelser, efter Bharat Ratna och Padma Vibhushan, och det kommer före Padma Shri. Padma Bhushan delas ut till personer som på något sätt tjänat nationen på ett högre plan. Till och med januari 2010 har 1111 människor belönats med priset.